# Relations entre les États-Unis et le Soudan
Les relations entre les États-Unis et le Soudan font référence aux relations diplomatiques entre les États-Unis et la République du Soudan. Les relations bilatérales des deux pays ont connu d’importantes évolutions depuis la fin de la seconde guerre mondiales. Proches alliées des années 1960 aux années 1980, leurs relations diplomatiques ont été secouées par de forte tensions après la prise de pouvoir d'Omar el-Bachir en 1989, qui instaure un régime islamiste proche des pays et organisations ennemis des États-Unis. Les dernières années, marquées par la révolution soudanaise de 2018 et le renversement sont propices à une détente qui va jusqu'à une reprise de leurs relations diplomatiques en mai 2020.

## Chronologie des relations

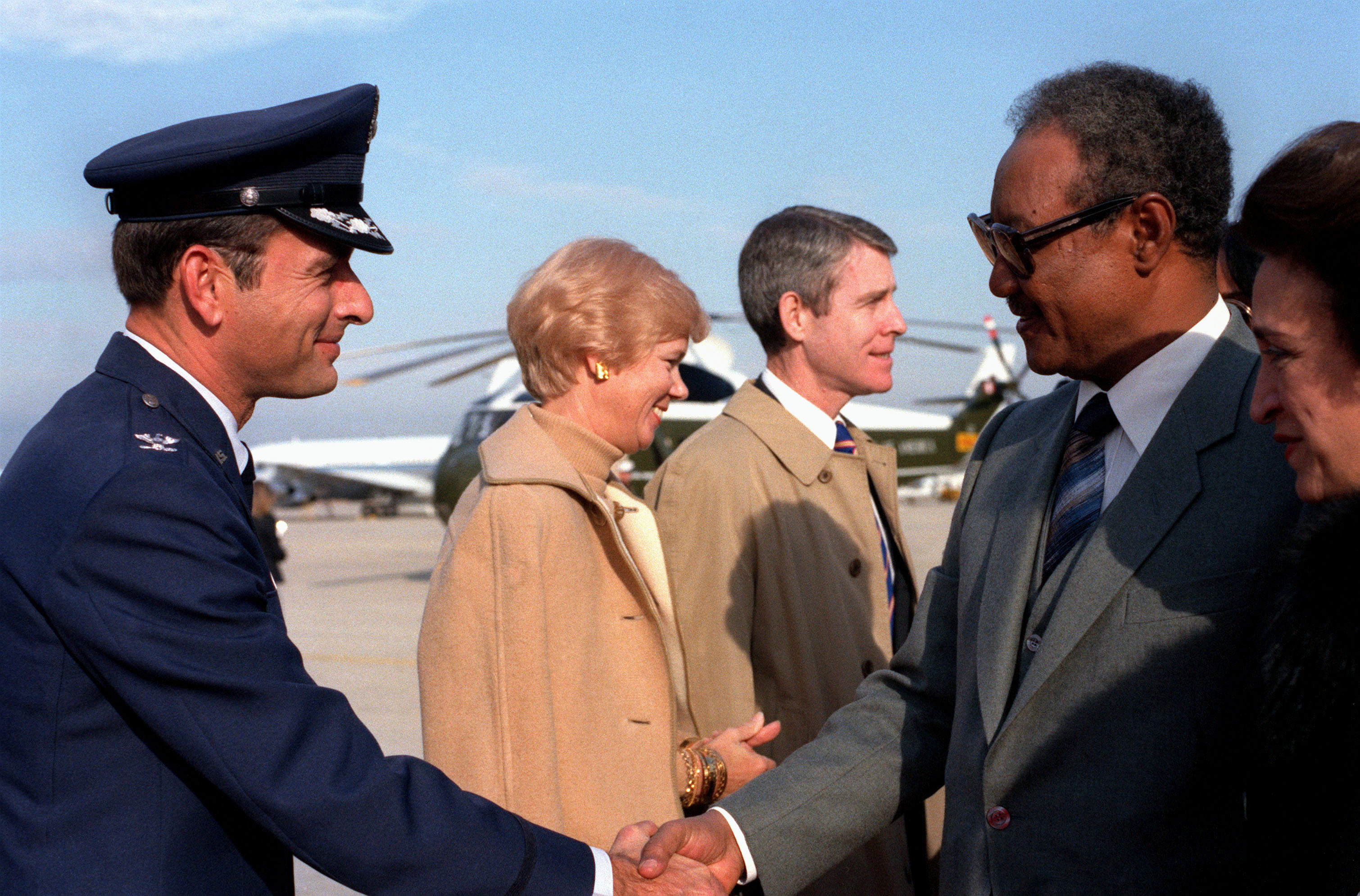
Gaafar Nimeiry, président soudanais de 1969 à 1981, en visite dans la base américaine "Andrews Air Force Base"

### Pendant la guerre froide
Pendant la guerre froide, le président soudanais Gaafar Nimeiry choisit de se rapprocher des États-Unis et d'Israël, au détriment de l'Égypte de Nasser. Avec l’accession de Ronald Reagan à la présidence américaine en 1981, l’aide américaine passe de 5 millions de dollars en 1979 à 200 millions en 1983, puis à 254 en 1985, dont 174 pour les programmes militaires. Le Soudan devient ainsi le deuxième bénéficiaire de l’aide américaine en Afrique, loin derrière l’Égypte, mais bien avant le Maroc ou la Somalie. 

### Sous la présidence d'Omar el-Bachir
À partir de 1997, Washington impose des sanctions économiques au Soudan, en réaction au soutien présumé du gouvernement à des groupes islamistes. Oussama ben Laden a vécu à Khartoum entre 1992 et 1996. À la suite des attentats de Nairobi et de Dar es-Salaam en 1998, l’aviation américaine bombarde l’usine pharmaceutique d’El Shifa, près de Khartoum, la soupçonnant de produire des armes chimiques, et d'être contrôlée par Ben Laden. Le Soudan se voit placé sur la liste des pays soutenant le terrorisme, puis doit faire face à une série de mesures (interdiction des transferts de technologie, du commerce des pièces détachées, et embargo sur toutes les transactions bancaires internationales en dollars) qui pénalise lourdement le fonctionnement de l’économie soudanaise
Les attentats du 11 septembre 2001 incitent Washington à se rapprocher du Soudan dans le cadre de la « guerre contre le terrorisme ». À partir de 2015, l'Arabie saoudite sollicite des troupes soudanaises pour combattre au Yémen, pays dans lequel le royaume s'est engagé dans une guerre contre le mouvement Houthi qui avait pris le pouvoir. Le Soudan reçoit en échange des « prêts » importants, dont le montant n'a jamais été dévoilé. Le régime de Omar el-Béchir adhère de plus en plus au « programme diplomatique » américano-saoudien dans le monde musulman, visant avant tout l'Iran. En outre, Riyad achète massivement des terres agricoles soudanaises, dans un programme confié à un proche du milliardaire anglo-soudanais Mo Ibrahim.
L'embargo américain est levé vingt ans après sa mise en place, par Donald Trump en 2017. Cette décision est analysée comme une conséquence de l’alignement du régime soudanais sur les positions de l'Arabie saoudite.

### Révolution soudanaise et fin des sanctions

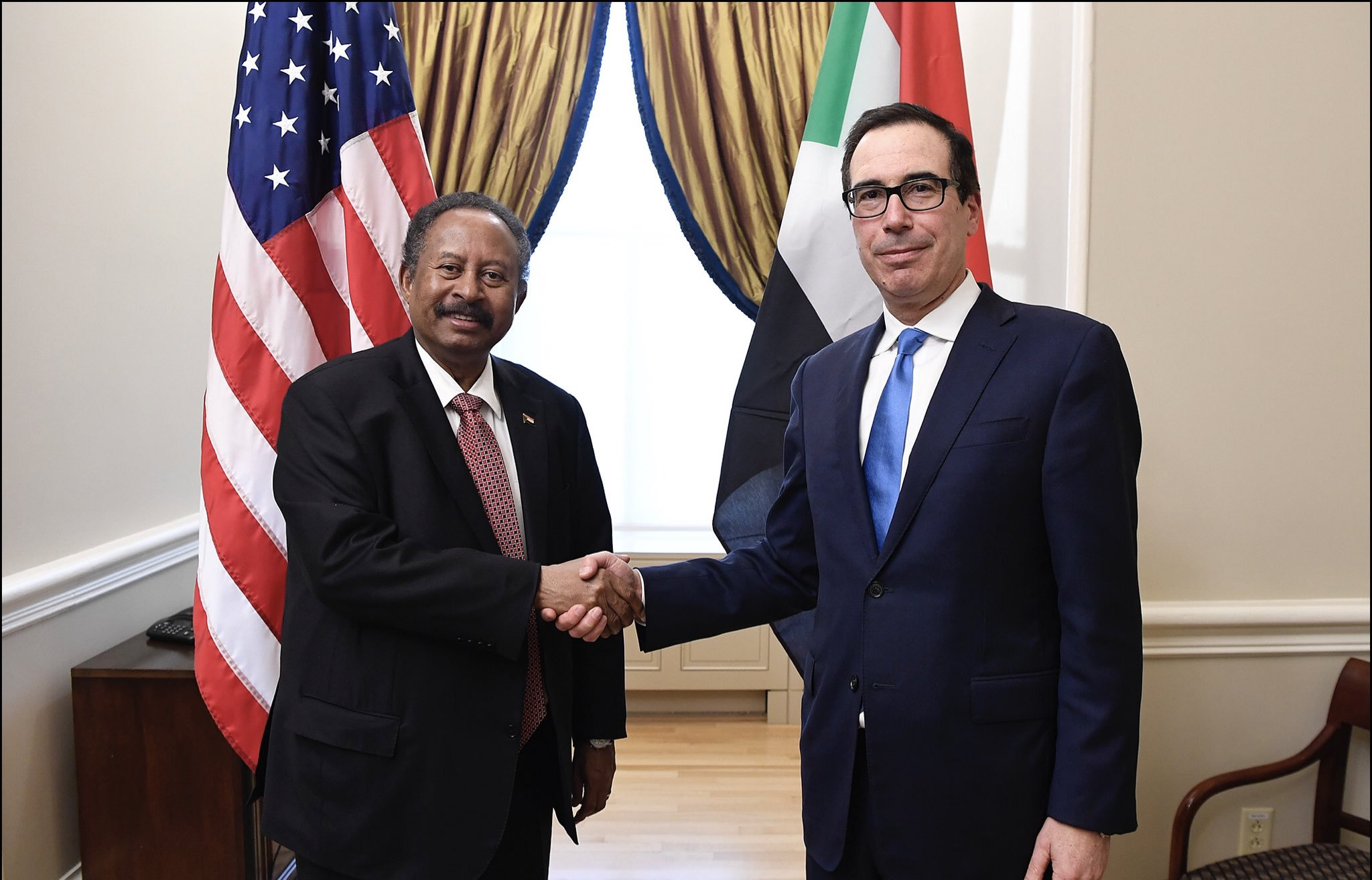
Abdalla Hamdok, Premier ministre soudanais depuis 2019, en compagnie de l'homme d'affaires américain Steven Mnuchin

En février 2020, le gouvernement soudanais décide d'obtempérer à plusieurs exigences de Washington, conditions du retrait du Soudan de la liste noire américaine des "États soutenant le terrorisme". A quelques jours d'intervalle, Khartoum annonce son intention de livrer le dictateur déchu Omar al-Bachir à la Cour pénale internationale, puis signe un accord d'indemnisation avec des proches de marins américains tués dans l'attentat contre l'USS Cole perpétrée au Yémen en 2000, par deux kamikazes entraînés au Soudan.

## Rétablissement des relations diplomatiques
En décembre 2019, Mike Pompeo, chef de la diplomatie américaine, annonce que les États-Unis vont nommer un ambassadeur au Soudan après 23 ans d'absence de relations internationales officielles entre ces deux états.
Le mai 2020, un ambassadeur soudanais est nommé aux États-Unis par le Soudan, pour la première fois depuis deux décennies. Il s'agit de Noureldin Sati, ancien ambassadeur en France dans les années 1990, avant de travailler avec les missions onusiennes de maintien de la paix au Congo et au Rwanda.